# Wiesen (Hellenthal)
Wiesen is een plaats in de Duitse gemeente Hellenthal, deelstaat Noordrijn-Westfalen, en telt 109 inwoners (2006).